# Pontus (Tom Claassen)
Pontus is een artistiek kunstwerk in Amsterdam-Zuid.
Kunstenaar Tom Claassen maakte voor de IJpromenade achter het Station Amsterdam Centraal een betonnen beeld van een hond. De bijna manshoge hond stond inclusief hondenhok nabij de plaats waar de IJveren aankomen en vertrekken. De hond uit 2007 moest de voorbijgangers attent maken op de vele openbrekingen aan deze IJ-oever; het wegdek kende behalve die openbrekingen allerlei hoogteverschillen waarover gestruikeld kon worden. Op een nabijgelegen ponton stond een houten constructie die veel weg had van een hondenhok; deze constructie werd even later omgebouwd tot een echt hondenhok. De naamloze hond kreeg een kaartje om de nek waarop een adres stond waar naar gereageerd kon worden om de hond een naam te geven. De naam werd Pontus, naar de aankomende en vertrekkende ponten. De hond, alhoewel dus van beton, moest gelegenheid geven tot aaien.
Pontus kon uiteindelijk niet op tegen de verbouwingsdrift van Amsterdam op deze plek. In 2016 moest hij uitwijken voor weer een herinrichting; hij vertrok exclusief hondenhok naar het Hoofddorpplein en staat in het plantsoen. Het Parool (2023) heeft het over "aaibaar beton" (recensent), Een beetje lief, dat mag best en toegankelijk (Claassens). De beeltenis is in de ogen van de kunstenaar die van een hond zover geabstraheerd dat het nog het figuratieve karakter behoudt.
Pontus lijkt geen familie te zijn van Hildo, een hond die Claassen in 1997 maakte voor ABN AMRO aan het Gustav Mahlerplein. Harderwijk heeft een geabstraheerde hond van Claassen.

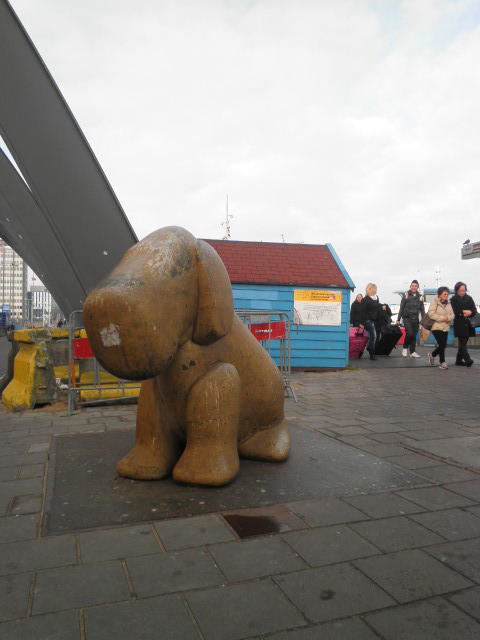
Pontus aan de IJoever (november 2011)

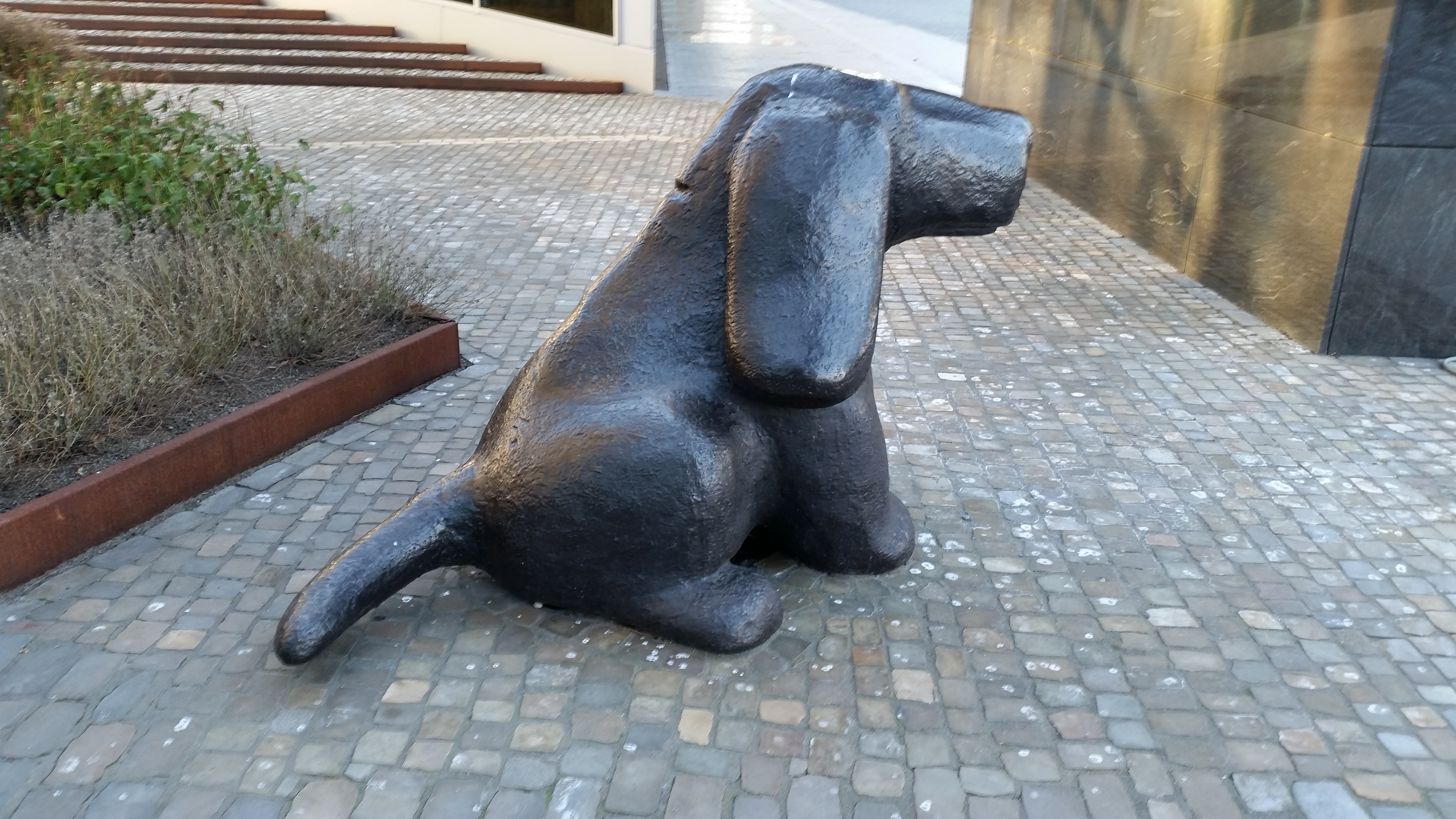
Hildo in Amsterdam-Zuid (januari 2019)